# Január 22.
Január 22. az év 22. napja a Gergely-naptár szerint. Az évből még 343 (szökőévekben 344) nap van hátra.
Névnapok: Artúr, Vince + Artemisz, Artemízia, Cintia, Citta, Délia, Dorián, Dormán, Dzsenifer, Surány, Surd, Szindi, Szintia, Szirén, Szíriusz, Teodolinda

## Események

### Politikai események
- 1710 – II. Rákóczi Ferenc csatát veszt a császáriakkal szemben Romhány és Vadkert között.
- 1840 – Új-Zéland szigetén, Port Nicholson közelében partra szállnak az első brit telepesek.
- 1849 – Perczel Mór visszaszorítja az Ottinger Ferenc által vezetett császári dandárt, és elfoglalja Szolnokot.
- 1863 – Megkezdődik az Orosz Birodalom ellen a litván–lengyel januári felkelés, amely tüntetésként indul a lengyel fiatalok körében az orosz besorozás ellen és jelentős szerepet játszik a jobbágyfelszabadítás elindításában.
- 1905 – Szentpéterváron megkezdődik az orosz polgári forradalom. Több mint 140 000 munkás a Téli Palota elé vonul, a cárnak szánt petícióval. A katonák sortüze több száz résztvevőt megöl vagy megsebesít.
- 1943 – A Sulina közelében haladó Kolozsvár Duna-tengerjáró hajót légi torpedócsapás éri. 7 magyar tengerész életét veszti.
- 1944 – Szövetséges partraszállás az olaszországi Anzio mellett.
- 1955 – Budapesten megnyitják a Kossuth Klubot, amely az 1956-os forradalom szellemi műhelyévé vált.
- 1963 – Franciaország és a Német Szövetségi Köztársaság megköti az Élysée-szerződést. A két nemzet közötti megbékélést és a tartós békét előirányzó egyezséggel az aláírók Charles de Gaulle és Konrad Adenauer több évszázados rivalizálást zárnak le.
- 1986 – Az iráni csapatok áttörik az iraki vonalakat, s Baszra 10 km-es körzetébe érnek.
- 2008 –  Álarcos fegyveresek a gázai oldalról számos ponton felrobbantják a két részre szakadt Rafah határvárost átszelő, mintegy 14 km-es betonfalat, majd az ezt követő hajnalon több száz palesztin menekül egyiptomi területre.
- 2012 – Népszavazás Horvátországban, ahol a szavazók kétharmada támogatta hazája 2013-as EU-csatlakozását.[1]

### Tudományos és gazdasági események
- 1755 – Moszkvában Mihail Vasziljevics Lomonoszov kezdeményezésére megalapítják Oroszország első és legnagyobb egyetemét.
- 1984 – Az Apple televíziós reklámjának bemutatása az a XVIII. Super Bowl harmadik negyedében.
- 2008 – Záhonynál az Európai Unió területére érkezik az első közvetlen Kína-Európa konténerszállító vonat.

### Kulturális események
- 1925 – A Ma Este hetilapban megjelenik az első magyar „keresztszórejtvény”, szerzője Kristóf Károly.

#### Irodalmi, színházi és filmes események
- 1823 – Kölcsey Ferenc megírja a Himnuszt.
- 2011  - Madách Imre: Az ember tragédiája című drámájával ünnepélyesen átadják a szombathelyi Weöres Sándor Színházat.

#### Zenei események
1989 – ezen a napon mutatta be a One című számot a Metallica együttes.

### Sportesemények
- 1956 – Formula–1-es Argentin nagydíj, Buenos Aires – győztes: Luigi Musso és Juan Manuel Fangio (Ferrari).
- 2012 – Az I. téli ifjúsági olimpiai játékok zárónapja az osztrák Innsbruckban.

### Egyéb események
- 1903 – Francesco Forgione (a későbbi Pietrelcinai Szent Pio, azaz Pio atya) felölti a ferences habitust és megkapja a Pio nevet, V. Piusz pápa tiszteletére, aki Pietrelcina védőszentje volt.

## Születések
- 1561 – Francis Bacon brit filozófus, államférfi († 1626)
- 1729 – Gotthold Ephraim Lessing német drámaíró, kritikus, esztéta, dramaturg († 1781)
- 1755 – Carl Ernst Christoph Hess német rézmetsző († 1828)
- 1783 – Szlemenics Pál magyar jogtudós, az MTA tagja († 1856)
- 1788 – George Byron angol költő († 1824)
- 1800 – Jeszenák János politikus, kormánybiztos az 1848–49-es szabadságharc vértanúja († 1849)
- 1849 – August Strindberg svéd író, drámaíró († 1912)
- 1852 – Csonka János magyar gépészmérnök, feltaláló († 1939)
- 1875 – D. W. Griffith amerikai filmrendező, filmproducer († 1948)
- 1876 – Baros Gyula magyar irodalomtörténész, az MTA tagja († 1936)
- 1880 – Riesz Frigyes magyar matematikus, egyetemi tanár, a Magyar Tudományos Akadémia tagja († 1956)
- 1891 – Antonio Gramsci olasz kommunista író, politikus († 1937)
- 1899 – Sárközi György magyar költő, prózaíró, lapszerkesztő, műfordító († 1945)
- 1901 – Hurtado Szent Albert chilei jezsuita szerzetes († 1952)
- 1904 – Arkagyij Petrovics Gajdar orosz ifjúsági író († 1941)
- 1906 – Sebes Gusztáv labdarúgó, edző († 1986)
- 1908 – Lev Davidovics Landau Nobel-díjas szovjet elméleti fizikus († 1968)
- 1909 – Porfirio Rubirosa dominikai autóversenyző († 1965)
- 1911 – Bruno Kreisky osztrák politikus, külügyminiszter, kancellár († 1990)
- 1916
  - Borbás Máté honvéd vezérőrnagy († 1991)
  - Rüdt-Collenberg Veiprecht Hugó magyar történész, gróf († 1994)
- 1920 – Chiara Lubich olasz egyházi személyiség, a Fokoláre mozgalom alapítója († 2008)
- 1925 – Klein Éva / Eva Klein magyar származású svéd sejtbiológus, immunológus, az MTA tagja († 2025)
- 1928 – Zátonyi Sándor magyar fizikatanár, tankönyvszerző
- 1931 – Sam Cooke amerikai soul-énekes († 1964)
- 1939 – Alfredo Palacio González Ecuador elnöke (2005–2007)
- 1940 – John Hurt Oscar-díjas angol színész († 2017)
- 1943 – Cseh Tamás Kossuth-díjas magyar zenész, színész († 2009)
- 1947 – Vladimir Oravsky svéd író, drámaíró
- 1948 – Hoffmann Rózsa magyar oktatáspolitikus, francia-orosz szakos tanár
- 1952 – Robledo Puch argentin sorozatgyilkos
- 1953 – Jim Jarmusch amerikai filmrendező
- 1957 – Dankó Klára magyar színésznő
- 1960 – Michael Hutchence ausztrál zenész, énekes-dalszerző (INXS) († 1997)
- 1965 – Diane Lane amerikai színésznő
- 1968
  - Bartis Attila József Attila-díjas magyar író, fotográfus
  - Frank Lebœuf világbajnok francia labdarúgó
  - Heath (Morie Hirosi) japán zenész, az X Japan együttes basszusgitárosa († 2023)
- 1975 – Balthazar Getty amerikai színész
- 1977 – Nakata Hidetosi japán labdarúgó
- 1978 – Tabáni István magyar énekes
- 1980 – Lizz Wright amerikai dzsesszénekesnő, zeneszerző
- 1984 – Stork Natasa magyar színésznő[2]
- 1987 – Andorka Péter magyar zeneszerző
- 1988 – Walter Rojas venezuelai műugró
- 1990 – Logic amerikai rapper, producer
- 1994 – Rudolf Szonja magyar színésznő

## Halálozások
- 1531 – Andrea del Sarto firenzei festő (* 1486)
- 1666 – Sáh Dzsahán mogul sah (* 1592)
- 1891 – Ybl Miklós magyar műépítész (* 1814)
- 1901 – Viktória brit királynő (* 1819)
- 1922 – XV. Benedek pápa (* 1854)
- 1927 – Bodor Ödön magyar atléta, labdarúgó (* 1882)
- 1931 – Boldog németújvári Batthyány-Strattmann László herceg, magyar főnemes (* 1870)
- 1943 – Peidl Gyula magyar politikus, Magyarország miniszterelnöke (* 1873)
- 1954 – Margit német császári hercegnő, Finnország királynéja (* 1872)
- 1959 – Mike Hawthorn brit autóversenyző (* 1929)
- 1973 – Lyndon B. Johnson az Amerikai Egyesült Államok 36. elnöke (* 1908)
- 1975 – Danÿ Margit magyar vívó, Európa-bajnok (* 1906)
- 1977 – Révész Géza honvédelmi miniszter (* 1902)
- 1980 – Hidas Antal magyar író, műfordító (* 1899)
- 1982 – Homoródi Lajos magyar földmérő mérnök, geofizikus (* 1911)
- 1982 – Majtényi Erik romániai magyar író, szerkesztő, műfordító (* 1922)
- 1987 – Vedres György Ybl Miklós-díjas magyar építész (* 1934)
- 1988 – Horváth László Jászai Mari-díjas magyar színész (* 1943)
- 1989 – Weöres Sándor magyar költő, író (* 1913)
- 1993 – Abe Kóbó japán író (* 1924)
- 1994 – Jean-Louis Barrault francia színész, rendező, színiigazgató (* 1910)
- 1994 – Telly Savalas görög származású, Emmy-díjas amerikai színész, énekes (* 1922)
- 1998 – Szathmári Margit magyar színésznő (* 1905)
- 1999 – Gecse Árpád magyar szobrász, festőművész (* 1900)
- 2007 – Pierre abbé francia katolikus pap, az Emmaüs mozgalom alapítója  (* 1912)
- 2007 – Emmanuel De Graffenried svájci autóversenyző (* 1914)
- 2008 – Heath Ledger Oscar-díjas ausztrál színész (* 1979)
- 2013 – Szalay Ferenc magyar festőművész, grafikus, tanár, érdemes művész (* 1931)
- 2015 – Gross Arnold Kossuth-díjas magyar grafikus, a nemzet művésze (* 1929)
- 2017 – Torgyán József, magyar ügyvéd, politikus, miniszter (* 1932)
- 2023 – Pintér Sándor magyar rádióbemondó, műsorvezető (* 1949)

## Ünnepek, emléknapok, világnapok
- A magyar kultúra napja: annak emlékére, hogy 1823-ban ezen a napon írta meg Kölcsey a Himnuszt.
- Szent Vince ünnepe a katolikus egyházban.
Ha Vince napján olvadt a hó, illetve szép, napos volt az időjárás, akkor jó bortermést reméltek, rossz idő esetén viszont gyenge szüretet jósoltak. A szőlőtermesztő falvakban sok helyen volt szokásban az úgynevezett „vincézés”, amelynek során a szőlőskert szélét szentelt borral vagy szenteltvízzel öntözték meg. Ezen a napon a gazdának sok bort kellett innia, hogy bő legyen a termés. A nap szokásai közé tartozott még a jelképes szőlőmetszés, amikor a szőlőindákról úgynevezett vincevesszőt vágtak. A levágott vincevesszőt a szobában vízbe állították, és hajtásaiból jósoltak az új termésre vonatkozóan. A jelképes cselekedet szokása Dél-Európából ered, ahol ilyenkor van a valódi szőlőmetszés.[3]
- Ukrajna: az Egység napja